# Charles Weiss (historien)
Pour les articles homonymes, voir Charles Weiss et Weiss.
Charles Weiss né le 10 décembre 1812 à Strasbourg et mort le 27 décembre 1881 à Vanves, est un historien français. Il s'intéressa, entre autres, à l'histoire de l'Espagne et aux réfugiés huguenots.

## Biographie
Ancien élève du gymnase protestant de Strasbourg, ancien élève de l'École normale, Charles Weiss est l'auteur d'une thèse intitulée Des Causes de la décadence de l'industrie et du commerce en Espagne, depuis le règne de Philippe II jusqu'à l'avènement de la dynastie des Bourbons.
Il est d'abord professeur d'histoire au collège royal de Toulouse puis au lycée de Strasbourg et au lycée Bonaparte à Paris.
Il s'intéressa d'abord à l'histoire de l'Espagne au XVIIe siècle, puis rédigea l'histoire des réfugiés protestants français après la révocation de l'édit de Nantes par Louis XIV le 18 octobre 1685. Il étudie les conséquences de cette révocation pour la France et pour les pays d'accueil sur les plans culturel, politique, social, économique, industriel et militaire. Il traite de la diaspora protestante dans le Brandebourg, en Angleterre, en Amérique, en Hollande, en Suisse, au Danemark, en Suède, en Russie, en Afrique du Sud et au Suriname.

## Œuvres
- Des causes de la décadence de l'industrie et du commerce en Espagne, depuis le règne de Philippe II jusqu'à l'avènement de la dynastie des Bourbons, Strasbourg, 1839 (thèse)
- L'Espagne depuis le règne de Philippe II jusqu'à l'avènement des Bourbons, Paris, Hachette, 2 vol., 1844
- Atlas élémentaire de géographie moderne approprié à toutes les méthodes, Paris, E. Duverger, 1845 (direction)
- Histoire des réfugiés protestants de France depuis la révocation de l'édit de Nantes jusqu'à nos jours, Paris, Charpentier, 2 vol. lire en ligne